# Ansgarskyrkan, Lidingö

Ansgarskyrkan ligger vid Vattängsvägen 6 i kommundelen Torsvik i Lidingö kommun, strax väster om Lidingö centrum. Byggnaden uppfördes för Lidingö Missionsförsamling och invigdes 1996. 

## Beskrivning
Lidingö friförsamling bildades i februari 1888. År 1895 invigdes det första missionshuset, som var byggt med insamlade medel. Det kallades Emanuelsberg och låg på Stockby gårds ägor. I februari 1923 invigdes den andra Missionskyrkan på Bergsvägen. Den tredje advent 1996 invigdes den tredje missionskyrkan som kom att kallas Ansgarskyrkan. 
Till arkitekt anlitades Janne Feldt på Arkitektbyrån Skanark som kom att specialisera sig på kyrkobyggnader och står bakom drygt 50 kyrkor runtom i Sverige. Feldt var medlem i Svenska Missionskyrkan och har ritat ett flertal kyrkor för samfundet. Ansgarskyrkan på Lidingö var ett av hans sista arbeten.